# 27932 Leonyao
27932 Leonyao este un asteroid din centura principală de asteroizi.

## Descriere
27932 Leonyao este un asteroid din centura principală de asteroizi. A fost descoperit pe 2 aprilie 1997 la Socorro, New Mexico, în cadrul proiectului LINEAR. Asteroidul prezintă o orbită caracterizată de o semiaxă mare de 2,31 ua, o excentricitate de 0,12 și o înclinație de 5,5° în raport cu ecliptica.